# Mosta
Mosta (malteško Il-Mosta) je mesto v Severni regiji Malte in leži severozahodno od  Vallette. Leta 2014 je imela približno 20.241 prebivalcev. 
Najbolj znana stavba je Rotunda v Mosti, velika cerkev s tretjo največjo nepodprto kupolo na svetu. V Mosti praznujejo vnebovzetje vsakega 15. avgusta in je priljubljen praznik med domačini ter tujci.
V Mosti se je rodil malteški skladatelj francoskih korenin Nicolas Isouard.

## Zgodovina

### Prazgodovina
Mosta je bila naseljena že v prazgodovini. Dolmeni v dolini San Filep na obrobju Moste to dokazujejo. Vsak dolmen ima dva pravokotna stoječa kamna in še enega postavljenega vodoravno nad druga dva. 

### Kapela Speranza
Velika zanimivost je kapela Speranza v dolini Speranza. Zgrajena je bila v 18. stoletju, med letoma 1760 in 1761. Legenda, povezana s kapelo, govori o tem, da so med turškim  vdorom mlado dekle in njene sestre skrbele za svoje družinske ovce, ko so jih napadli okupatorji. Medtem ko so sestre pobegnile, mlada deklica ni mogla teči dovolj hitro, ker je rahlo šepala. Skrila se je v jamo (pod kapelico, na levi strani), medtem pa je molila k Mariji, Jezusovi materi, in obljubila, da ji bo zgradila kapelo, če jo reši. Ko so jo Turki lovili, je niso iskali v jami, ker so mislili, da se dekle tam ne more skrivati, saj je bila na vhodu nedotaknjena mreža.

### Kmetija markiza Mallie Taboneja
Kmetija markiza Mallie Taboneja je zgodovinska kmečka hiša pod nadzorom Talent Mosti in v sodelovanju s svetom šol. Hiša ima pogled na dolino Wied il-Ghasel. V njej prirejajo razstave slik, fotografij, umetniških del, hobijev, v njej je trajen folklorni muzej. 

### Stolp Cumbo
Stolp Cumbo (malteško Torri Cumbo) je narodni spomenik srednjeveškega izvora v Mosti, ki je imel včasih vlogo trdnjave. Stolp je dvonadstropna stavba, okrašena z nišo na glavni fasadi, in obkrožen z obsežnimi vrtovi. 

## Cerkev Marije Vnebovzete
Mosta se ponaša s cerkvijo s tretjo največjo nepodprto kupolo na svetu, ki je bila posvečena Mariji Vnebovzeti.  Praznik Marijinega vnebovzetja je 15. avgusta. Cerkev je znana tudi kot Rotunda Marije Vnebovzete. 9. aprila 1942, med 2. svetovno vojno, je bila cerkev skoraj uničena. Bomba je udarila v kupolo, a ni eksplodirala. Detonator je bil odstranjen in replika bombe je zdaj prikazana kot spomin. 
Rotundo je oblikoval Giorgio Grognet de Vassé, francoski državljan s stalnim prebivališčem v Mosti. Cerkev so zgradili meščani Moste, ki jih je bilo v tistem času skupaj ne več kot 1500.  27 let je bilo potrebnih za dokončanje. 

## Galerija
- Pogled na Mosto leta (2000)
- Cerkev v Mosti
- Replika bombe
- Stolp Cumbo

## Pobratena mesta
Mosta je pobratena z mestoma:
- Millbrae, Kalifornija, ZDA (od aprila 1996) [10]
- Ragusa, Italija[11]